# Gonatopus helleni
Gonatopus helleni är en stekelart som först beskrevs av Raatikainen 1961.  Gonatopus helleni ingår i släktet Gonatopus, och familjen stritsäcksteklar. Arten är reproducerande i Sverige.